# فاكوندو فومبيدو
فاكوندو فومبيدو (بالإسبانية: Facundo Pumpido)‏ (21 أكتوبر 1988 باوليفوس، بوينس آيرس في الأرجنتين - ) هو لاعب كرة قدم أرجنتيني في مركز الهجوم. لعب مع تيغري وراسينغ سانتاندير وHuracán de Tres Arroyos ‏ وIndependiente Rivadavia ‏ وClub Atlético Acassuso ‏ وسان مارتين دي سان خوان.

## وصلات خارجية
- فاكوندو فومبيدو على موقع إي إس بي إن إف سي (الإنجليزية)
- فاكوندو فومبيدو على موقع قاعدة بيانات كرة القدم.إي يو (الإنجليزية)
- فاكوندو فومبيدو على موقع Soccerway.com (الإنجليزية)
- فاكوندو فومبيدو على موقع عالم كرة القدم.نت (الإنجليزية)